# Endo Generation
Endo Generation (遠藤時代) est un groupe de danse japonais composé exclusivement d'hommes. Le chef, Endo, a collaboré avec l'artiste japonais Miura Daichi, et est également apparu dans des clips d'autres artistes japonais, tels que Namie Amuro, Yuna Itō ou Miliah Kato.